# Tess Mattisson
Pour les articles homonymes, voir Tess.
Tess Mattisson, ou simplement Tess, née le 13 janvier 1978 à Solna, est une chanteuse suédoise. Elle lance sa carrière musicale initialement en tant que disc jockey du groupe d'eurodance La Cream, actif de 1997 à 2000. Elle se sépare du groupe pour se lancer dans une carrière musicale en solo, avec un premier album intitulé One Love to Justify en 2001. Au fil de sa carrière, elle collabore avec d'autres groupes et artistes tels que Rob'N Raz, Basic Element, Dr. Alban et Drömhus.

## Biographie
Tess Mattisson est née le 13 janvier 1978 à Solna, en Suède. Elle réside dans cette ville au nord de Stockholm avec sa mère jusqu'à ses 15 ans. De jour, elle travaillait dans un hôtel et était danseuse la nuit. Tess lance initialement sa carrière musicale au sein du groupe d'eurodance La Cream en 1999, avec qui elle publie des albums à succès comme Sound and Vision,. Le premier single du groupe s'intitule Château d'Amour. En avril 1999, le single Say Goodbye atteint la 21e place des classements suédois, la 5e place des classements finlandais et 9e place des classements norvégiens.
Au début des années 2000, Tess se sépare de La Cream pour se lancer dans une carrière musicale en solo. Tess publie son premier album One Love to Justify le 22 janvier 2001 en Suède au label Bonnier Music, et le 15 février 2001 aux États-Unis. Tess compte plusieurs singles issus du Top 50 comme Justify My Love (2000) classé 4e en Norvège et 8e en Suède, One Love (2000), classé 58e en Suède, The Second You Sleep (I Stay to Watch You Fade Away classé 12e en Suède, et Viva l'Amor classé 3e en Suède. Son single à succès Breathless, publié en 2005, atteint la huitième place des classements suédois pendant six semaines consécutives.

## Discographie

### Album studio
- 2001 : One Love to Justify

### Singles
- 2000 : Justify My Love
- 2000 : One Love
- 2000 : The Second You Sleep (I Stay to Watch You Fade Away
- 2005 : Breathless
- 2005 : The Second You Sleep